# Gu jingjie huihan
Gu jingjie huihan (chinesisch 古經解彙函 / 古经解汇函, Pinyin Gǔ jīngjiě huìhán, W.-G. Ku ching-chieh hui-han – „Sammlung von Erklärungen der alten Texte“) ist ein chinesisches Sammelwerk (congshu), das von dem Gelehrten Zhong Qianjun (鍾謙鈞 / 钟谦钧; 1805–1874) in der Zeit der Qing-Dynastie zusammengestellt wurde. Es enthält in 126 juan 23 Texte, die ursprünglich in der Zeit der Song-Dynastie (960–1279) und der Yuan-Dynastie (1279–1368) gedruckt worden sind. Das Sammelwerk erschien zuerst 1873 oder 1874. Das Maoshi caomu niaoshou chongyu shu (chinesisch 毛詩草木鳥獸蟲魚疏 / 毛诗草木鸟兽虫鱼疏), ein Kommentar zu botanischen und zoologischen Begriffen im Buch der Lieder in Maos Version (Maoshi 毛诗) von Lu Ji aus der Zeit der Wu-Dynastie der Zeit der Drei Reiche beispielsweise ist darin enthalten.